# 26075 Levitsvet
26075 Levitsvet eller 1978 PA3 är en asteroid i huvudbältet som upptäcktes den 8 augusti 1978 av den rysk-sovjetiske astronomen Nikolaj Tjernych vid Krims astrofysiska observatorium på Krim. Den har fått sitt namn efter astronomen Lev Ivanovitj Tsvetkov.
Asteroiden har en diameter på ungefär två kilometer.